# Andrija Čubranović
Andrija Čubranović magyarul (Csubranovics Endre) (15. század – 1559) raguzai horvát nyelvű költő.

## Élete
Életéről nem sok maradt az utókorra, ifjabb korában aranyműves, később pedig tengerészkatona volt a Velencei Köztársaság szolgálatában.

## Költészete
A kortárs Antun Sasin és Slade Dolči, dubrovniki életrajzíró tesznek róla említést. A raguzai költők új generációjának iránymutatója. Dinko Ranjina 1507-ben megjelent daloskönyvében több trubadúréneke maradt fenn, de népszerűségét „Jedjupka” (Cigánylány) című farsangi költeményének köszönheti. A mű nem egészen eredeti, részben Mikša Pelegrinovič „Jupka” című versének átvétele. Čubranović változatának csiszolt verselése, illetve derűs líraisága felülmúlja Pelegrinovič versét, és a horvát reneszánsz egyik legértékesebb alkotásává teszi a művet.